# Аніноаса (комуна, Димбовіца)
Аніноаса (рум. Aninoasa) — комуна у повіті Димбовіца в Румунії. До складу комуни входять такі села (дані про населення за 2002 рік):
- Аніноаса (2247 осіб) — адміністративний центр комуни
- Віфорита (2248 осіб)
- Сетень (1487 осіб)

Комуна розташована на відстані 79 км на північний захід від Бухареста, 5 км на північ від Тирговіште, 147 км на північний схід від Крайови, 77 км на південь від Брашова.

## Населення
За даними перепису населення 2002 року у комуні проживали 5982 особи.
Національний склад населення комуни:
| Національність | Кількість осіб | Відсоток |
| -------------- | -------------- | -------- |
| румуни         | 5977           | 99,9%    |
| угорці         | 1              | < 0,1%   |
| українці       | 1              | < 0,1%   |
| татари         | 1              | < 0,1%   |
| італійці       | 1              | < 0,1%   |

Рідною мовою назвали:
| Мова       | Кількість осіб | Відсоток |
| ---------- | -------------- | -------- |
| румунська  | 5978           | 99,9%    |
| угорська   | 1              | < 0,1%   |
| українська | 1              | < 0,1%   |
| італійська | 1              | < 0,1%   |

Склад населення комуни за віросповіданням:
| Релігія        | Кількість осіб | Відсоток |
| -------------- | -------------- | -------- |
| православні    | 5871           | 98,1%    |
| лютерани       | 36             | 0,6%     |
| бретрени       | 35             | 0,6%     |
| римо-католики  | 12             | 0,2%     |
| п'ятдесятники  | 10             | 0,2%     |
| адвентисти     | 7              | 0,1%     |
| мусульмани     | 2              | < 0,1%   |
| реформати      | 1              | < 0,1%   |
| греко-католики | 1              | < 0,1%   |

## Зовнішні посилання
- Дані про комуну Аніноаса на сайті Ghidul Primăriilor [Архівовано 21 жовтня 2012 у Wayback Machine.]